# Waitress
Pour l’article homonyme, voir Waitress (comédie musicale).
Pour plus de détails, voir Fiche technique et Distribution.
Waitress ou  La serveuse  au Québec, est une comédie de drame romantique américaine écrite et réalisée par Adrienne Shelly, sorti en 2007.

## Synopsis
Jenna est serveuse dans un petit restaurant de tartes et flans. Elle a hérité de sa mère le don de la pâtisserie et invente chaque jour de nouvelles recettes de tarte dans ce petit restaurant. La jeune femme vit avec un mari insupportable, Earl, et n'a qu'une idée en tête : gagner le gros lot d'un concours de tartes afin de gagner suffisamment d'argent pour le quitter. Mais son nouveau gynécologue, le Dr Pomatter, lui confirme qu'elle est enceinte. De ses visites au cabinet médical va naître une passion entre elle et son docteur.

## Fiche technique
- Titre : Waitress
- Réalisation : Adrienne Shelly
- Scénario : Adrienne Shelly
- Musique : Andrew Hollander
- Photographie : Matthew Irving
- Montage : Annette Davey
- Production : Michael Roiff et Jeff Rose
- Producteurs exécutifs : Todd King, Robert Bauer et Danielle Renfrew
- Société de production : Night and Day Pictures
- Distribution : 20th Century Fox
- Pays de production :  États-Unis
- Durée : 88 minutes
- Langue : anglais
- Date de sortie :
  - France : 5 septembre 2007

## Distribution
- Keri Russell (VF : Barbara Delsol) : Jenna Hunterson
- Nathan Fillion : Dr Jim Pomatter
- Cheryl Hines : Becky
- Jeremy Sisto (VF : Maurice Decoster) : Earl Hunterson
- Andy Griffith : Joe
- Adrienne Shelly : Dawn
- Eddie Jemison : Ogie
- Lew Temple : Cal
- Darby Stanchfield : Francine Pomatter

## Autour du film
- Waitress est le troisième et dernier long-métrage de la comédienne Adrienne Shelly, morte assassinée peu après le bouclage du film[3].
- Waitress a été adapté en comédie musicale. Elle est écrite et composée par l'américaine Sara Bareilles. La production originale a été créée au American Repertory Theatre à Cambridge en août 2015, puis elle a fait ses débuts à Broadway au Brooks Atkinson Theatre en avril 2016. Une tournée nationale américaine a ensuite débuté le 20 octobre 2017. En 2019, Waitress a ouvert ses portes au Adelphi Theatre, à Londres.